# 大关耳蕨
大关耳蕨（学名：Polystichum daguanense）为鳞毛蕨科耳蕨属下的一个种。

## 扩展阅读
維基物種上的相關：大关耳蕨